# Hinche (kommun)
Hinche är en kommun i Haiti.   Den ligger i departementet Centre, i den centrala delen av landet, 80 km nordost om huvudstaden Port-au-Prince. Antalet invånare är 109 916. Arean är 588 kvadratkilometer.
Terrängen i Hinche är varierad.